# 小行星5494
小行星5494（英語：5494 Johanmohr）是一颗围绕太阳公转的小行星。1933年10月19日，卡尔·威廉·雷睦斯在海德堡发现了此天体。
这颗小行星的绝对星等为59.30180617366795等。